# Halavara, Tirumakudal Narsipur
Halavara là một làng thuộc tehsil Tirumakudal Narsipur, huyện Mysore, bang Karnataka, Ấn Độ.